# Karl Meltzer
Karl Meltzer (8 dicembre 1967) è un ultramaratoneta statunitense.

## Biografia
Karl Meltzer cominciò a correre percorsi trail nel 1990 quando trovandosi nello Utah per trascorrervi un anno con l'intenzione di apprendere l'uso degli sci, rimase attratto da questa disciplina. Corse la prima ultramaratona nel 1996, la Wasatch Front 100, gara di 100 miglia che poi vinse due anni più tardi.

## Risultati agonistici
Statistiche:
- Detentore del record del maggior numero di vittorie di gare ultratrail sulla distanza di 100 miglia[3]: 35
- Numero di ultramaratone vinte: 47
- Everest Award[4] nell'anno 2006.
- Ultrarunner dell'anno 2006.[5]
- Runner up[6]-Ultrarunner dell'anno 2007, 2009
- Detentore del maggior numero di vittorie dell'Hardrock 100: 5
- Detentore del maggior numero di vittorie del Wasatch Front 100: 6
- Detentore del maggior numero di vittorie del Massannutten 100: 3
- Detentore del maggior numero di vittorie del San Diego 100: 3
- Detentore del maggior numero di vittorie dello Squaw Peak 50: 5

## Palmarès
Principali risultati:
- 1998: 1º Wasatch Front 100 miglia
- 1999: 2º Wasatch Front 100 miglia
- 2000: 1º Wasatch Front 100 miglia
- 2001: 1º Hardrock 100 miglia
- 2002: 2º Wasatch Front 100 miglia
- 2003: 1º Hardrock 100 miglia; 1º Wasatch Front 100 miglia; 2º Bear 100 miglia
- 2004: 1º Wasatch Front 100 miglia
- 2005: 1º Hardrock 100 miglia; 1º Wasatch Front 100 miglia; 1º Bear 100 miglia; 1º San Diego 100 miglia; 3º Massanutten 100 miglia
- 2006: 1º Hurt 100 miglia; 1º Hardrock 100 miglia; 1º Wasatch Front 100 miglia; 1º Bear 100 miglia; 1º San Diego 100 miglia; 1º Javelina Jundred 100 miglia; 2º Massanutten 100 miglia
- 2007: 1º Hurt 100 miglia; 1º McNaughton 100 miglia; 1º Massanutten 100 miglia; 1º Bighorm Mountain 100 miglia; 1º Bear 100 miglia; 1º San Diego 100 miglia; 2º Hardorck 100 miglia
- 2008: 1° Coyote Two Moon 100 miglia; 4º miglior tempo nell'Appalachian Trail: 2176 miglia in 54 giorni 21:12'
- 2009: 1º Massanutten 100 miglia; 1º Bighorm Mountain 100 miglia; 1º Hardrock 100 miglia; 1º Grindstone 100 miglia; 1º Pinhoti 100 miglia; 2º Wasatch Front 100 miglia
- 2010: 1° Coyote Two Moon 100 miglia
- 2011: 4º Rocky Raccoon 100 miglia